# Peter Schruth

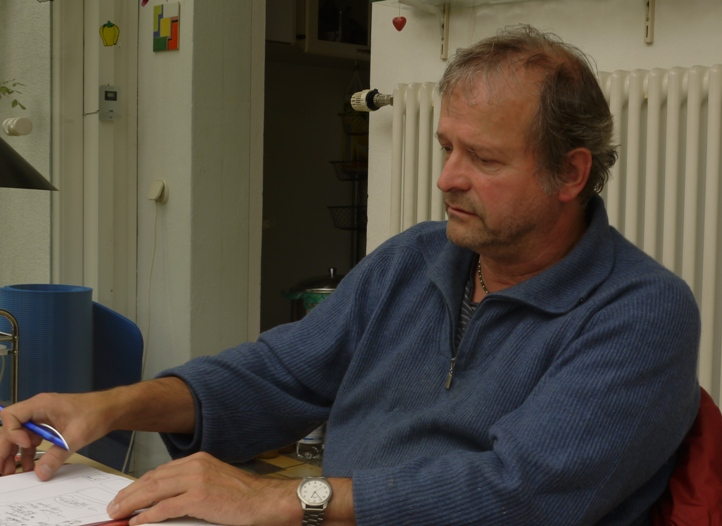
Peter Schruth 2013

Peter Schruth (* 1952) ist ein deutscher Sozialarbeiter, Berliner Jurist und Hochschullehrer in Magdeburg-Stendal.

## Leben und Wirken
Hans-Peter Schruth absolvierte nach dem Abitur seinen Zivildienst beim DRK-Rettungsdienst. 1973 kam er nach West-Berlin zum Studium der Sozialen Arbeit an der Ev. Fachhochschule Berlin sowie der Rechtswissenschaften an der FU Berlin.
Von 1984 bis 1993 war Peter Schruth bei der Allgemeinen Jugendberatung e.V. beschäftigt und arbeitete zusammen mit Hannelore May in Projekten der arbeitsweltbezogenen Jugendsozialarbeit – stadtteilbezogene Lernwerkstatt, gemeinnützige Jobbörse für dauerarbeitslose Jugendliche, Beratung des selbstverwalteten Tommy-Weisbecker-Hauses – in Berlin-Kreuzberg.
Von 1994 bis 1997 war er Assistent des Jugendhilferechtlers Johannes Münder am Institut für Sozialpädagogik der TU Berlin und promovierte ebendort bei Münder und Manfred Kappeler.
Peter Schruth wurde 1998 Professor für Recht in der Sozialen Arbeit an der Evangelischen Fachhochschule Rheinland-Westfalen-Lippe und ist seit 1998 Professor für Recht in der Sozialen Arbeit des Fachbereiches Sozial- und Gesundheitswesen der Hochschule Magdeburg-Stendal mit den Themenschwerpunkten Jugendhilferecht, Soziale Schuldnerberatung und Materielle Grundsicherung.
Er ist Mitbegründer und Vorstand des Berliner Rechtshilfefonds Jugendhilfe und war in den 1990er Jahren Vorstand des Jugendhilfeträgers Aktion 70.

## Ehemalige Heimkinder
Peter Schruth war von 2009 bis 2010 Mitglied des Runden Tisches Heimerziehung in den 50er und 60er Jahren und ist seit 2011 Ombudsmann der ehemaligen Heimkinder in Deutschland. Zur Entschädigungssituation beklagt er, dass kein systematisches Unrecht anerkannt wird. Er fertigte das Rechtsgutachten vom 22. Februar 2010: „Juristische Bewertung: Das erlittene Unrecht ehemaliger Heimkinder im Lichte eines Beschlusses des Bundesverfassungsgerichts“.
In den Monaten Februar bis April 2014 kam es erneut zu heftigen Diskussionen, Vorhaltungen und Anfeindungen gegenüber den Fonds-Verwaltern, die den Bedarf wohl falsch berechnet hatten. Schruth wurde als Kronzeuge zu zahlreichen Presseinterviews geladen, so zum Spiegel, in die Süddeutsche Zeitung, in der Frankfurter Rundschau, im Tagesspiegel auf Seite 1 sowie ins TV (MDR, WDR, ARD). Peter Schruth drohte mit seinem Rücktritt als Ombudsmann bei Kürzung des DDR-Fonds.

## Schriften (Auswahl)
- Schuldnerberatung in der sozialen Arbeit: sozialpädagogische, juristische und gesellschaftspolitische Grundkenntnisse für Theorie und Praxis; (Neuausgabe) Weinheim 2011
- (mit René Grummt und Titus Simon): Neue Fesseln der Jugendhilfe. Repressive Pädagogik, historische Bezüge, rechtliche Grenzen und aktuelle Diskurse, Baltmannsweiler 2010
- (mit Thomas Pütz): Jugendwohnen: eine Einführung in die sozialrechtlichen Grundlagen, das Sozialverwaltungsverfahren und die Entgeltfinanzierung; Weinheim (Votum) 2009
- (mit Thomas Pütz): Zur Abgrenzung und Zusammenarbeit zwischen Jugendhilfe und Jobcenter; in: Jugendsozialarbeit aktuell, Köln April 2006
- Mädchennotdienste: Übergänge von der Inobhurnahme zu Anschlusshilfen, in: Fortschritt durch Recht (Hrsg. von Dieter Kreft u. a.) München 2004
- Neuer Finanzierungsweg nach § 13 Abs. 1 SGB VIII, in: Paul Fülbier (Hrsg.) Handbuch Jugendsozialarbeit Votum Münster 2002
- Junge Arbeitslose in der gemeinnützigen Jobvermittlung: eine sozialrechtliche Einordnung. Opladen 1999